# L'Hôme-Chamondot
L'Hôme-Chamondot és un municipi francès situat al departament de l'Orne i a la regió de Normandia. L'any 2007 tenia 215 habitants.

## Demografia

### Població
El 2007 la població de fet de L'Hôme-Chamondot era de 215 persones. Hi havia 84 famílies de les quals 24 eren unipersonals (16 homes vivint sols i 8 dones vivint soles), 28 parelles sense fills, 28 parelles amb fills i 4 famílies monoparentals amb fills.
La població ha evolucionat segons el següent gràfic:
Habitants censats

### Habitatges
El 2007 hi havia 155 habitatges, 91 eren l'habitatge principal de la família, 51 eren segones residències i 13 estaven desocupats. 151 eren cases i 3 eren apartaments. Dels 91 habitatges principals, 79 estaven ocupats pels seus propietaris, 10 estaven llogats i ocupats pels llogaters i 2 estaven cedits a títol gratuït; 2 tenien una cambra, 5 en tenien dues, 22 en tenien tres, 33 en tenien quatre i 30 en tenien cinc o més. 88 habitatges disposaven pel capbaix d'una plaça de pàrquing. A 41 habitatges hi havia un automòbil i a 46 n'hi havia dos o més.

### Piràmide de població
La piràmide de població per edats i sexe el 2009 era:
| Homes | Edats   | Dones |
| ----- | ------- | ----- |
| 0     | 95 o +  | 0     |
| 0     | 90 a 94 | 0     |
| 0     | 85 a 89 | 0     |
| 0     | 80 a 84 | 0     |
| 4     | 75 a 79 | 12    |
| 4     | 70 a 74 | 8     |
| 8     | 65 a 69 | 12    |
| 8     | 60 a 64 | 0     |
| 4     | 55 a 59 | 4     |
| 8     | 50 a 54 | 0     |
| 8     | 45 a 49 | 4     |
| 12    | 40 a 44 | 8     |
| 8     | 35 a 39 | 16    |
| 4     | 30 a 34 | 8     |
| 16    | 25 a 29 | 4     |
| 4     | 20 a 24 | 0     |
| 8     | 15 a 19 | 8     |
| 12    | 10 a 14 | 4     |
| 0     | 5 a 9   | 0     |
| 4     | 0 a 4   | 4     |

## Economia
El 2007 la població en edat de treballar era de 131 persones, 93 eren actives i 38 eren inactives. De les 93 persones actives 79 estaven ocupades (47 homes i 32 dones) i 14 estaven aturades (6 homes i 8 dones). De les 38 persones inactives 19 estaven jubilades, 4 estaven estudiant i 15 estaven classificades com a «altres inactius».

### Ingressos
El 2009 a L'Hôme-Chamondot hi havia 95 unitats fiscals que integraven 231 persones, la mediana anual d'ingressos fiscals per persona era de 15.385 €.

### Activitats econòmiques
Dels 13 establiments que hi havia el 2007, 3 eren d'empreses de fabricació d'altres productes industrials, 4 d'empreses de construcció, 1 d'una empresa de comerç i reparació d'automòbils, 1 d'una empresa de transport, 1 d'una empresa immobiliària, 2 d'empreses de serveis i 1 d'una empresa classificada com a «altres activitats de serveis».
Dels 4 establiments de servei als particulars que hi havia el 2009, 1 era un paleta, 2 fusteries i 1 agència immobiliària.
L'any 2000 a L'Hôme-Chamondot hi havia 12 explotacions agrícoles que ocupaven un total de 595 hectàrees.

## Poblacions més properes
El següent diagrama mostra les poblacions més properes.